# 小行星4268
小行星4268（4268 Grebenikov）是一颗绕太阳运转的小行星，为主小行星带小行星。该小行星于1972年10月5日发现。

## 轨道参数
小行星4268的轨道半长轴为2.6377843 UA，离心率为0.262。